# Tap-tap
Pour les articles homonymes, voir Tap Tap.

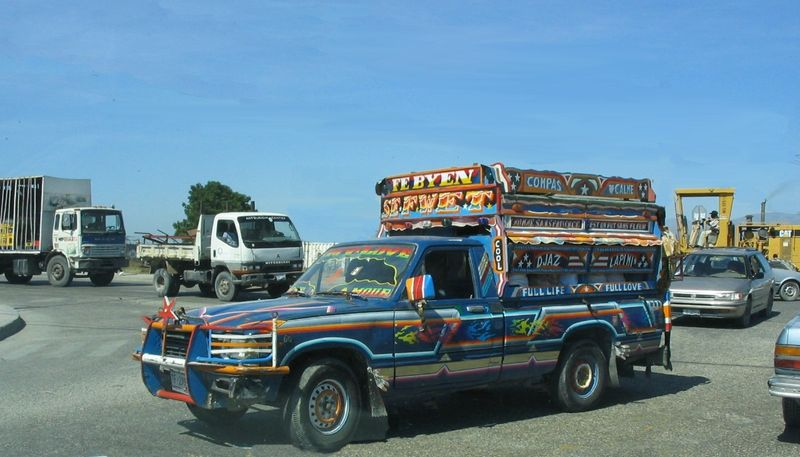
Tap-tap à Port-au-Prince

Tap-tap est le nom donné aux taxis collectifs en Haïti, qui constituent le principal moyen de transport du pays et également de sa capitale Port-au-Prince.

## Histoire
Apparus à la fin des années 1940, ces véhicules étaient des châssis-cabines d'une tonne et demie maximum, sur lesquels un carrossier local était intervenu selon des méthodes artisanales utilisant comme matériaux : du bois, de la tôle galvanisée, des pièces de fer pour les raccords, des clous, de la peinture à huile, de l"éponge ou du déchet de vétiver pour le rembourrage des sièges et du contreplaqué décoratif. Dans les années 2010, ces matériaux ne sont plus utilisés dans la fabrication des tap-tap.
Dans les années 2010, les châssis-cabines d'occasion sont plus souvent utilisés que ceux arrivés à l'état neuf jusqu'aux années 1960.
En 2004-2005, 13 943 tap-taps et assimilés assuraient le transport de passagers sur 167 itinéraires urbains dans l'aire métropolitaine de Port-au-Prince.

## Description
Le mot de « tap-tap » est en fait un terme générique désignant en réalité six types de véhicules, dont les coûts de fabrication varient selon les types proposés.
Dans la grande majorité des cas les voyageurs accèdent au véhicule par l'arrière et s'assoient sur des bancs disposés l'un en face de l'autre et orientés dans le sens de sa longueur. La capacité théorique des tap-tap est de 14 personnes (12 à l'arrière et 2 dans la cabine).
Jusqu'en 1973, les tarifs de transports urbain étaient fixés par un arrêté présidentiel. À suite du premier choc pétrolier, ces tarifs furent fixés par une décision ministérielle, en particulier par le Ministère des Affaires Sociales et du Travail (MAST), auxquels ont été associés par la suite plusieurs institutions comme les syndicats.
Ces véhicules, souvent en mauvais état, se caractérisent par une décoration de peintures d'art naïf sur la carrosserie délivrant des messages bibliques (généralement en créole) destinés à protéger les voyageurs, et qui en font ainsi des œuvres d’art ambulantes. 
La désorganisation des transports publics qui s'est aggravé à la suite du séisme de janvier 2010, a incité un certain nombre de chauffeurs (souvent des artisans propriétaires de leurs véhicules) à adopter des dérives en infraction avec la réglementation comme :
- le non-respect des circuits préétablis par les autorités ;
- la scission arbitraire des trajets en plusieurs sections obligeant les usagers à payer autant de fois qu'il y a de tronçon ainsi constitués ;
- la surcharge des véhicules au-delà de la limite autorisée, au mépris du confort et de la sécurité des usagers.

Afin de trouver une solution à ce problème, les pouvoirs publics réfléchissent à la mise en place d'un véritable réseau d'autobus, notamment dans la capitale haïtienne, destiné à se substituer aux tap-tap.